# فوجیوارا نو یوریتادا
فوجیوارا نو یوریتادا (به ژاپنی: 藤原頼忠 Fujiwara no Yoritada); ۱ ژانویهٔ ۰۹۲۴ – ۳۱ ژوئیهٔ ۰۹۸۹) دومین پسر فوجیوارا نو سانه‌یوری، یک کوگیو (مقام درباری)، کانپاکو، (نایب‌السلطنه) امپراتور انیو (ژاپن) و امپراتور کازان اهل ژاپن بود.
در سحرگاه ۲۳ ژوئن سال دوم کاننا (دوره) یا سال ۹۸۶ میلادی، امپراتور کازان پس از توصیه فوجیوارا نو میچیکانه، کاخ امپراتوری را ترک کرد و به سمت معبد گانگیو در یاماشینا، کیوتو حرکت کرد. پس از تأیید این موضوع، فوجیوارا نو کانه‌ایه سه گنجینه مقدس ژاپن باقی مانده در سیرودن ja:清涼殿 را به گیوکاشا ja:凝花舎، محل اقامت ولیعهد منتقل کرد و دروازه‌های کاخ امپراتوری را مسدود کرد. فوجیوارا نو یوشیچیکا از این وضعیت مطلع نشد و امپراتور قبلاً در معبد معبد گانگیو راهب شده بود و پس از آگاهی فوجیوارا نو یوشیچیکا به همراه دستیار نزدیکش فوجیوارا نو کوره‌ناری نیز در معبد گانگیو کشیش شدند. علاوه بر این، فوجیوارا نو یوریتادا، که در آن زمان کانپاکو بود، موقعیت خود را به عنوان «سکّان» (نایب‌السلطنه) نیز از دست داد و عملاً خلع شد.